# Süper Lig
Süper Lig (v překladu Superliga) je nejvyšší profesionální fotbalová ligová soutěž v Turecku. Oficiálním pořadatelem soutěže je Turecký fotbalový svaz (Türkiye Futbol Federasyonu). Založena byla roku 1959 a jedná se o první fotbalovou ligu hranou na celém území Turecka. Vznikla sloučením několika regionálních soutěží s Federálním pohárem (hraným v letech 1957 a 1958). Nižší soutěží pro Süper Lig je TFF 1. Lig, čili druhá liga.
Süper Lig se skládá celkem z 18 klubů, přičemž o nasazování do evropských pohárů rozhoduje pozice v žebříčku koeficientů UEFA. Turecká soutěž dlouhodobě patří mezi ty, jejíž mistr se kvalifikuje přímo do hlavní fáze Ligy mistrů a ne jinak tomu bude i v sezoně 2013/14, jejíž kvalifikací je právě probíhající ročník (2012/13). Vicemistr jde do 3. předkola nemistrovské části. Kluby ze třetího a čtvrtého místa postupují do předkol Evropské ligy. Posledním tureckým pohárovým zástupcem je vítěz Türkiye Kupası (tureckého fotalového poháru). Každý z týmů odehraje 34 zápasů v rozmezí od srpna do května. Zpět se vrátil klasický ligový formát, oproti ročníku 2011/12, kdy o mistrovském titulu rozhodovala až čtyřčlenná "mistrovská skupina".
Hlavním sponzorem soutěže je od sezony 2010/11 společnost Spor Toto. Podle ní se oficiálně nazývá Spor Toto Süper Lig. Tureckou Süper Lig (v letech 1959–1963 Milli Lig a v 1963–2001 1.Lig) vyhrálo celkem 5 klubů. Nejúspěšnějším z nich je s 22 mistrovskými tituly Galatasaray SK.

## Historie

### Počátky fotbalu v Turecku

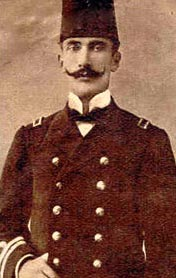
Fuat Hüsnü Kayacan, první turecký hráč

První doložené zmínky o Tureckém fotbalu pochází již z roku 1875 ještě v období Osmanské říše od Angličana žijícího v této zemi. První utkání bylo odehráno právě v tomto roce ve městě Soluň (dnešní Řecko). Prvním tureckým klubem byla FC Smyrna. Dále se fotbal rozšířil do Izmiru a Istanbulu, kteří mezi sebou sehrály množství utkání, přičemž většinu utkání vyhrál Izmir. Prvním tureckým mužem hrajícím fotbal byl Fuat Hüsnü Kayacan, který roku 1898 založil tým hrajícím proti menšinám žijícím v zemi. Tehdy ještě ilegální činnost (pouze pro turecké hráče, kteří byli dokonce zatýkáni) rostla v oblibě a brzy vznikaly další kluby jako "Black Stockings" (Siyah Çoraplılar), Cadi Keuy FRC, Moda FC, Elpis, a Imogene FC. V roce 1904 vznikla první oficiální soutěž, ve které působily pouze kluby z Istanbulu a dostala název Constantinopol Football League. Mezi lidmi se udržel název Nedělní liga podle zápasů, které se hrály v neděli.

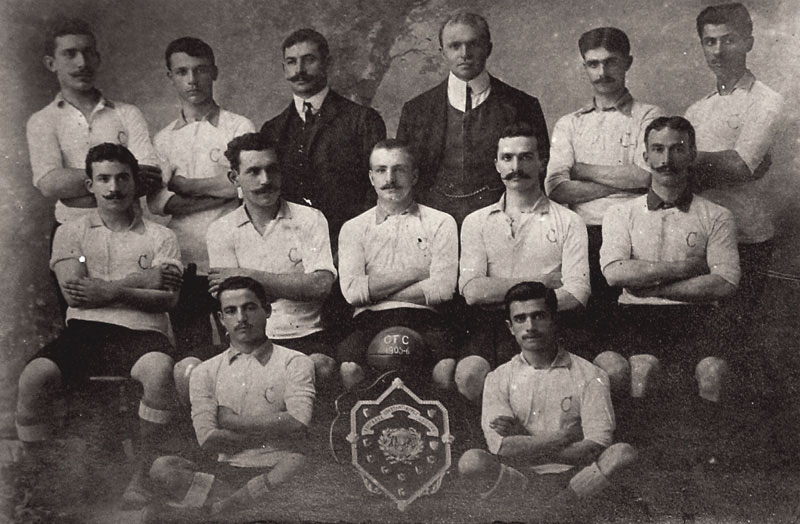
Tým Cadi Keuy FRC v sezoně 1905/06 Constantinopol Football League

Současně se založením Istanbulské fotbalové ligy vznikly i tři nejslavnější turecké fotbalové kluby. Jako první ze slavné trojice vznikl Beşiktaş JK (1903) jako klub nadšenců a sportovců ze čtvrti Beşiktaş. Následoval jej klub Galatasaray SK (1905), který jako první angažoval i ilegálně hrající hráče turecké národnosti. Název Galatasaray pochází od názvu prestižní střední školy Galatasaray Litesi, založené již v roce 1481. Třetím „do party“ je klub Fenerbahçe SK (založený 1907), který založilo několik mladých mužů jako klub určený k vyžití anglických přistěhovalců. Brzy po jeho založení však tento klub také angažoval turecké hráče.
V letech 1912–13 se nehrálo, kvůli zuřícím Balkánským válkám. Po jejich skončení přišla Osmanská říše o Řecko, Rumunsko, Bulharsko i Srbsko a ve fotbalovém světě znamenala skončení zákazu hrát fotbal pro turecké občany. Istanbulská liga se rozpadla na několik separátních soutěží, které se pořádaly pod patronátem největších klubů .

### Období regionálních soutěží (1923 – 1956)
Velké změny nastaly po faktickém osvobození Turecka 18. září 1922. Následně (1923) byla založena Turecká fotbalová federace, která se postavila za již existující regionální soutěže a vtiskla jim punc oficiality. Z několika důvodů se v Turecku nekonala žádná celostátní liga. Hlavními důvody byla obrovská rozlehlost země a špatná infrastruktura. Tyto zásadní důvody zkrátka celonárodní ligu neumožnily.

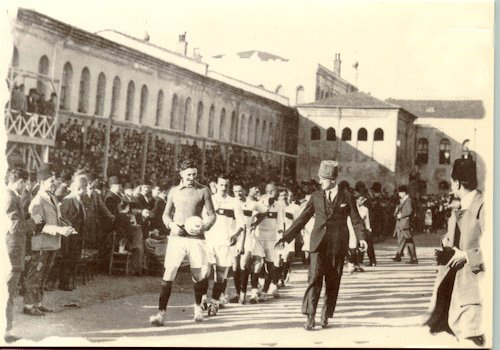
Zápas jedné z regionálních soutěží

Nově vzniklá federace tak alespoň sjednotila Istanbulské soutěže do jediné s názvem İstanbul League. Dále založila regionální soutěže v Adaně, Ankaře, Eskişehiru, İzmiru a Trabzonu. V roce 1937 se k nim přidala ještě soutěž v Kayseri. Situace infrastruktury se časem lepšila a touha k poměřování sil i mezi kluby různých měst zapříčinila roku 1936 založení Milli Küme Şampiyonası. Této soutěže se účastnily amatérské kluby z Istanbulu, Ankary a İzmiru a byla velmi úspěšná. Odehrálo se celkem jedenáct ročníků a 6x v ní zvítězilo Fenerbahce SK. Po ukončení této soutěže se hledal její nástupce, ale byl nalezen až v roce 1956.

#### Federation Cup (1956–58)
Právě v tomto roce vznikla soutěž Federation Cup, které se účastnilo hned 30 klubů, ze kterých v regionálních kvalifikací vzešlo 6 finalistů. Ti dvojzápasovým systémem doma-venku odehráli 10 zápasů a následně z nich vzešel vítěz – Beşiktaş JK. Druhého ročníku se účastnilo 38 klubů, ze kterých podobným stylem vzešlo 8 klubů. Ty byly rozděleny do 2 skupin po čtyřech týmech. Jejich vítězové se utkaly ve finále ve dvou zápasech. Vítězem se opět stal Beşiktaş JK. Třetí ročník se již nekonal, protože se kluby dohodly s federací na založení celonárodní ligy s názvem Milli Lig.

### Turecká fotbalová liga (1959 – dodnes)
Šestnáct nejlepších klubů ze tří nejsilnějších regionálních soutěží (Istanbul, Izmir a Ankara) postavilo soutěž, kterou Turecká fotbalová federace označila za národní ligu a dala jí název Milli Lig. Účast v ní si kluby vybojovaly na podzim 1958, kdy se hrála kvalifikace. Soutěž se skládala ze dvou osmičlenných skupin. Vítězi skupin se stali Galatasaray SK a Fenerbahçe SK, kteří se následně utkaly ve dvojzápasovém finále. Po výsledcích 1–0 a 0–4 zvítězilo Fenerbahçe SK, které tak dostalo možnost startovat v Poháru mistrů 1959/60. Žádný z klubů nejvyšší soutěž neopustil, naopak byla doplněna na 20 členů. Formát byl změněn na klasický tabulkový, kdy každý z týmů sehrál 38 zápasů. Vítězem se stal tým s nejvyšším počtem bodů. Z opačného konce tabulky sestupovaly tři nejhorší kluby do Baraj Games, což byla jakási barážová soutěž o 6 členech. Tři nejlepší postupovaly do Milli Lig a tři sestupovaly do Regionálních soutěží.

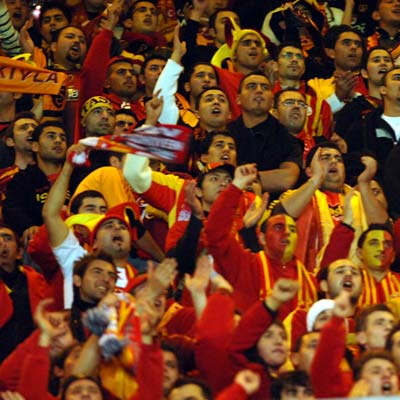
Fanoušci Galatasaray SK, kteří jako jediní turečtí slavili zisk velké evropské trofeje. V roce 2000 to byl Poháru UEFA a Superpohár UEFA

K dalším změnám došlo v sezoně 1962/63, kdy byla soutěž opět rozdělena do dvou skupin, tentokrát jedenáctičlenných. Nejlepších 6 z každé skupiny postoupilo do finálové ligy, která rozhodla o mistru i sestupujících. Následující ročník se již opět hrál klasickým způsobem tabulky. Soutěž však snížila počet členů na 18 a změnila název na 1.Lig. Od sezony 1964/65 kolísal počet členů mezi 16 a 17, konče sezonou 1982/83, kdy ji hrálo opět 18 členů.
V Turecku se ujala tradice udělovat za každých pět mistrovských titulů zlatou hvězdu. Prvním, komu se tato hvězda podařila získat byl v roce 1967 Beşiktaş JK. V té době však nebyly tomuto klubu oficiálně uznány 2 tituly z Federatin Cupu, takže prvním oficiálním držitelem bylo o rok později Fenerbahçe SK. V roce 1972 zvládla tento počin i Galatasaray SK. Tyto tři kluby vyhrály všech soutěžních 19 ročníků do roku 1976, kdy triumfoval Trabzonspor a započal svou vítěznou devítiletou éru, během které získal 6 mistrovských titulů.
Během 80. let vzrostl počet klubů v soutěži až na dvacet. V roce 1983 se Fenerbahçe SK jako prvnímu klubu podařilo získat 10. mistrovský titul a 2. hvězdu ke svému logu. Léta devadesátá zase patřily rivalovi z Galatasaray SK, který úspěšnou sedmititulovou éru (během 10 ročníků) zakončil ziskem trofejí za vítězství v Poháru UEFA 1999/00 a Superpoháru UEFA 2000. Tento klub byl v roce 2002 zároveň prvním, který připnul třetí zlatou hvězdu za 15. titul.
V roce 2001 byla založena 1. Divize, čili druhá liga a změnil se systém nižších soutěží. Při této příležitosti změnila liga název na dnešní Süper Lig. Počet klubů se stabilizoval na osmnácti, počet sestupujících na čísle 3. Během 55 soutěžních ročníků (včetně Federation Cupu) získalo mistrovský titul pouze 5 klubů. Tím posledním byl v sezoně 2009/10 Bursaspor. Ke konci sezony 2011/12 byli shodně s 18 tituly nejúspěšnějšími kluby Fenerbahçe SK a Galatasaray SK. Druhý jmenovaný však dokázal titul obhájit i v sezoně 2012/13 a ujal se vedení v historické tabulce.

## Nejvíce sezon v lize
Jedná se o kompletní seznam klubů, které se zúčastnilo od ročníku 1959 až do sezóny 2024/25 (tučně označené).
- 67 sezon: Beşiktaş, Fenerbahçe, Galatasaray
- 54 sezon: Ankaragücü
- 51 sezon: Trabzonspor
- 50 sezon: Bursaspor
- 48 sezon: Gençlerbirliği
- 42 sezon: Altay
- 32 sezon: Samsunspor
- 31 sezon: Gaziantepspor, Göztepe
- 30 sezon: Eskişehirspor
- 29 sezon: Antalyaspor
- 25 sezon: İstanbulspo
- 24 sezon: Konyaspor
- 23 sezon: Rizespor
- 22 sezon: Adanaspor
- 21 sezon: Demirspor, Denizlispor, Kasımpaşa
- 20 sezon: Boluspor, Kayserispor, Kocaelispor
- 19 sezon: Sivasspor
- 17 sezon: İstanbul Başakşehir
- 16 sezon: Karşıyaka
- 15 sezon: Mersin İ. Yurdu
- 14 sezon: Vefa Spor, Zonguldakspor
- 13 sezon: Ankara Demirspor, Kayseri Erciyesspor, Sarıyer
- 12 sezon: Türk Telekomspor
- 11 sezon: Diyarbakirspor, Malatyaspor, Orduspor, Sakaryaspor
- 10 sezon: Altınordu, Fatih Karagümrük, İzmirspor, Karabükspor, Turanspor
- 9 sezon: Alanyaspor, Ankaraspor, Feriköy
- 8 sezon: Ttnet 1908 Beykoz, Giresunspor, Keçiörengücü
- 7 sezon: Akhisar Belediyespor
- 6 sezon: Gaziantep, Manisaspor
- 5 sezon: Hatayspor, Vanspor, Yeni Malatyaspor, Zeytinburnu
- 4 sezon: Elazığspor
- 3 sezon: Aydınspor, Bakırköyspor, Dardanel, Erzurumspor
- 2 sezon: Adaletspor, Alibeyköyspor, Balıkesirspor, Beyoğluspor, Erzurumspor, Hacettepe, Sebatspor, Yeşildirek, Yozgatspor
- 1 sezon: Bodrum, Bucaspor, Eyüpspor, Kahramanmaraşspor, MKE Kırıkkalespor, Pendikspor, Petrol Ofisi, Siirtspor, Ümraniyespor

## Mistři
- 1957:  Beşiktaş (1. titul)
- 1958:  Beşiktaş (2.)
- 1959:  Fenerbahçe (1.)
- 1959/60:  Beşiktaş (3.)
- 1960/61:  Fenerbahçe (2.)
- 1961/62:  Galatasaray (1.)
- 1962/63:  Galatasaray (2.)
- 1963/64:  Fenerbahçe (3.)
- 1964/65:  Fenerbahçe (4.)
- 1965/66:  Beşiktaş (4.)
- 1966/67:  Beşiktaş (5.)
- 1967/68:  Fenerbahçe (5.)
- 1968/69:  Galatasaray (3.)
- 1969/70:  Fenerbahçe (6.)
- 1970/71:  Galatasaray (4.)
- 1971/72:  Galatasaray (5.)
- 1972/73:  Galatasaray (6.)
- 1973/74:  Fenerbahçe (7.)
- 1974/75:  Fenerbahçe (8.)
- 1975/76:  Trabzonspor (1.)
- 1976/77:  Trabzonspor (2.)
- 1977/78:  Fenerbahçe (9.)
- 1978/79:  Trabzonspor (3.)
- 1979/80:  Trabzonspor (4.)
- 1980/81:  Trabzonspor (5.)
- 1981/82:  Beşiktaş (6.)
- 1982/83:  Fenerbahçe (10.)
- 1983/84:  Trabzonspor (6.)
- 1984/85:  Fenerbahçe (11.)
- 1985/86:  Beşiktaş (7.)
- 1986/87:  Galatasaray (7.)
- 1987/88:  Galatasaray (8.)
- 1988/89:  Fenerbahçe (12.)
- 1989/90:  Beşiktaş (8.)
- 1990/91:  Beşiktaş (9.)
- 1991/92:  Beşiktaş (10.)
- 1992/93:  Galatasaray (9.)
- 1993/94:  Galatasaray (10.)
- 1994/95:  Beşiktaş (11.)
- 1995/96:  Fenerbahçe (13.)
- 1996/97:  Galatasaray (11.)
- 1997/98:  Galatasaray (12.)
- 1998/99:  Galatasaray (13.)
- 1999/00:  Galatasaray (14.)
- 2000/01:  Fenerbahçe (14.)
- 2001/02:  Galatasaray (15.)
- 2002/03:  Beşiktaş (12.)
- 2003/04:  Fenerbahçe (15.)
- 2004/05:  Fenerbahçe (16.)
- 2005/06:  Galatasaray (16.)
- 2006/07:  Fenerbahçe (17.)
- 2007/08:  Galatasaray (17.)
- 2008/09:  Beşiktaş (13.)
- 2009/10:  Bursaspor (1.)
- 2010/11:  Fenerbahçe (18.)
- 2011/12:  Galatasaray (18.)
- 2012/13:  Galatasaray (19.)
- 2013/14:  Fenerbahçe (19.)
- 2014/15:  Galatasaray (20.)
- 2015/16:  Beşiktaş (14.)
- 2016/17:  Beşiktaş (15.)
- 2017/18:  Galatasaray (21.)
- 2018/19:  Galatasaray (22.)
- 2019/20:  Başakşehir (1.)
- 2020/21:  Beşiktaş (16.)
- 2021/22:  Trabzonspor (7.)
- 2022/23:  Galatasaray (23.)
- 2023/24:  Galatasaray (24.)
- 2024/25:  Galatasaray (25.)

## Nejlepší kluby v historii - podle počtu titulů
Dle tureckých zvyků a pravidel smí klub umístit nad logo svého dresu zlatou hvězdu za každých 5 mistrovských titulů. Ke konci sezony 2011/12 získali právo na 3 zlaté hvězdy (za 15 titulů) Fenerbahçe SK (18) a
Galatasaray SK (18). Dvě hvězdy na dresu nosí fotbalisté Beşiktaş JK (13) a jednu hvězdu fotbalisté Trabzonsporu (za 6 získaných titulů).
| Vítězové nejvyšší ligové soutěže |        | |
| Klub                             | Tituly | Vítězné ročníky |
| Galatasaray SK                   | 24     | 1962, 1963, 1969, 1971, 1972, 1973, 1987, 1988, 1993, 1994, 1997, 1998, 1999, 2000, 2002, 2006, 2008, 2012, 2013, 2015, 2018, 2019, 2023, 2024 |
| Fenerbahçe SK                    | 19     | 1959, 1961, 1964, 1965, 1968, 1970, 1974, 1975, 1978, 1983, 1985, 1989, 1996, 2001, 2004, 2005, 2007, 2011, 2014                               |
| Beşiktaş JK                      | 16     | 1957*, 1958*, 1960, 1966, 1967, 1982, 1986, 1990, 1991, 1992, 1995, 2003, 2009, 2016, 2017, 2021                                               |
| Trabzonspor                      | 7      | 1976, 1977, 1979, 1980, 1981, 1984, 2022 |
| Bursaspor                        | 1      | 2010 |
| İstanbul Başakşehir FK           | 1      | 2020 |

*Poznámka: Beşiktaş JK získal dva mistrovské tituly ještě před založením Milli Lig (dnešní Süper Lig). V sezonách 1956/57 a 1957/58 vyhrál soutěž nazvanou Turkish Federation Cup. Turecký fotbalový svaz uznal 25. března 2002 úpravou svých pravidel, že Besiktas má právo vydávat tato vítězství za zisk mistrovského titulu a tím pádem nosit dvě zlaté hvězdy označující zisk 10 titulů. Ke konci sezony 2010/11 tak má Beşiktaş JK na kontě 13 mistrovských titulů.